# Collège Mérici
Pour les articles homonymes, voir Mérici.
Mérici Collégial Privé est un établissement d’enseignement collégial privé situé à Québec sur la Grande Allée.
Il est nommé en l'honneur d'Angèle Mérici.
Mérici collégial privé loge dans l'ancienne École Normale Mérici édifiée en 1929 par les religieuses Ursulines

## Programmes offerts

### Programmes préuniversitaires - DEC
- Tremplin DEC
- Sciences de la nature
- Sciences humaines

### Programmes techniques - DEC
- Techniques d'administration et de gestion
- Techniques d'éducation spécialisée
- Techniques d'éducation spécialisée - Cheminement de fin de semaine
- Techniques de gestion hôtelière
- Gestion d'un établissement de restauration
- Techniques de tourisme
- Orthèses, prothèses et soins orthopédiques
- Techniques en pilotage d'aéronefs - Pilote de ligne intégré

### Programmes en formation continue
- AEC | Pilotage d'aéronefs - Programme intégré ATP (A)
- AEC | Gestion de la restauration
- AEC | Gestion d'événements et de congrès
- AEC | Tourisme d'aventure et écotourisme